# Meat Light
Meat light est un album posthume de Frank Zappa, de la série Project/Object.

## Liste de titres
Toutes les chansons sont écrites et composées par Frank Zappa.
| 1.  | Uncle Meat: Main Title Theme                                                                                               | 1 min 56 s |
| 2.  | The Voice Of Cheese | 26 s       |
| 3.  | Nine Types Of Industrial Pollution                                                                                         | 6 min 02 s |
| 4.  | Zolar Czackl | 54 s       |
| 5.  | Dog Breath, In The Year Of The Plague                                                                                      | 3 min 59 s |
| 6.  | The Legend Of The Golden Arches                                                                                            | 3 min 27 s |
| 7.  | Louie Louie (At the Royal Albert Hall in London)                                                                           | 2 min 18 s |
| 8.  | The Dog Breath Variations                                                                                                  | 1 min 50 s |
| 9.  | Sleeping In A Jar | 50 s       |
| 10. | Our Bizarre Relationship                                                                                                   | 1 min 05 s |
| 11. | The Uncle Meat Variations                                                                                                  | 4 min 46 s |
| 12. | Electric Aunt Jemima | 1 min 46 s |
| 13. | Prelude To King Kong | 3 min 39 s |
| 14. | God Bless America (Live at the Whisky A Go Go)                                                                             | 1 min 10 s |
| 15. | A Pound For A Brown On The Bus                                                                                             | 1 min 29 s |
| 16. | Ian Underwood Whips It Out (Live on stage in Copenhagen)                                                                   | 5 min 09 s |
| 17. | Mr. Green Genes | 3 min 13 s |
| 18. | We Can Shoot You | 2 min 03 s |
| 19. | “If We’d All Been Living In California...”                                                                                 | 1 min 14 s |
| 20. | The Air | 2 min 57 s |
| 21. | Project X | 4 min 49 s |
| 22. | Cruising For Burgers | 2 min 18 s |
| 23. | King Kong Itself (as played by the Mothers in a studio)                                                                    | 51 s       |
| 24. | King Kong (its magnificence as interpreted by Dom DeWild)                                                                  | 1 min 19 s |
| 25. | King Kong (as Motorhead explains it)                                                                                       | 1 min 45 s |
| 26. | King Kong (the Gardner Varieties)                                                                                          | 6 min 14 s |
| 27. | King Kong (as played by 3 deranged Good Humor Trucks)                                                                      | 37 s       |
| 28. | King Kong (live on a flat bed diesel in the middle of a race track at a Miami Pop Festival... the Underwood ramifications) | 7 min 24 s |

| 1.  | Dog Breath, In The Year Of The Plague                 | 2 min 55 s  |
| 2.  | The Legend Of The Golden Arches                       | 3 min 16 s  |
| 3.  | The Voice Of Cheese                                   | 26 s        |
| 4.  | Whiskey Wah                                           | 1 min 34 s  |
| 5.  | Nine Types Of Industrial Pollution                    | 6 min 03 s  |
| 6.  | Louie Louie (Live at the Royal Albert Hall in London) | 2 min 27 s  |
| 7.  | The Dog Breath Variations                             | 1 min 51 s  |
| 8.  | Shoot You Percussion Item                             | 1 min 28 s  |
| 9.  | The Whip                                              | 5 min 03 s  |
| 10. | The Uncle Meat Variations                             | 4 min 47 s  |
| 11. | King Kong                                             | 10 min 46 s |
| 12. | Project X Minus .5                                    | 1 min 47 s  |
| 13. | A Pound For A Brown On The Bus                        | 1 min 29 s  |
| 14. | Electric Aunt Jemima                                  | 1 min 46 s  |
| 15. | Prelude To King Kong                                  | 3 min 39 s  |
| 16. | God Bless America (Live at the Whiskey A Go Go)       | 1 min 11 s  |
| 17. | Sleeping In A Jar                                     | 51 s        |
| 18. | Cops & Buns                                           | 5 min 56 s  |
| 19. | Zolar Czakl                                           | 47 s        |

| 1.  | We Can Not Shoot You                                            | 1 min 16 s |
| 2.  | Mr. Green Genes                                                 | 3 min 13 s |
| 3.  | “PooYeahrg”                                                     | 32 s       |
| 4.  | Uncle Meat: Main Title Theme                                    | 1 min 27 s |
| 5.  | Our Bizarre Relationship                                        | 1 min 10 s |
| 6.  | “Later We Can Shoot You”                                        | 15 s       |
| 7.  | “If We’d All Been Living In California…”                        | 1 min 19 s |
| 8.  | ‘Ere Ian Whips It/JCB Spits It/Motorhead Rips It                | 2 min 30 s |
| 9.  | The Air                                                         | 2 min 58 s |
| 10. | Project X .5                                                    | 2 min 38 s |
| 11. | Cruising For Burgers                                            | 2 min 23 s |
| 12. | “A Bunch Of Stuff”                                              | 1 min 40 s |
| 13. | Dog Breath (Single Version - Stereo)                            | 2 min 55 s |
| 14. | Tango                                                           | 24 s       |
| 15. | The String Quartet*                                             | 3 min 06 s |
| 16. | Electric Aunt Jemima (Mix Outtake)                              | 1 min 40 s |
| 17. | Exercise 4 Variant                                              | 4 min 32 s |
| 18. | Zolar Czackl (Mix Outtake)                                      | 45 s       |
| 19. | “More Beer!”                                                    | 17 s       |
| 20. | Green Genes Snoop                                               | 1 min 13 s |
| 21. | Mr. Green Genes (Mix Outtake)                                   | 3 min 11 s |
| 22. | Echo Pie                                                        | 2 min 16 s |
| 23. | 1/4 Tone Unit                                                   | 1 min 06 s |
| 24. | Sakuji’s March                                                  | 35 s       |
| 25. | No. 4*                                                          | 1 min 52 s |
| 26. | Prelude To King Kong (Extended Version)*                        | 5 min 24 s |
| 27. | Blood Unit*                                                     | 1 min 22 s |
| 28. | My Guitar (Proto I- Excerpt)*                                   | 2 min 12 s |
| 29. | Nine Types Of Industrial Pollution (Guitar track, normal speed) | 9 min 53 s |
| 30. | Uncle Meat (Live at Columbia University 1969)                   | 4 min 44 s |
| 31. | Dog Breath (Instrumental)*                                      | 2 min 50 s |
| 32. | The Dog Breath Variations (Mix Outtake)                         | 1 min 46 s |

## Musiciens
- Frank Zappa : guitare, voix, percussion
- Ray Collins : chant
- Jimmy Carl Black : batterie
- Roy Estrada : basse électrique, voix de fausset
- Don Preston : piano électrique
- Billy Mundi : batterie (sur certains morceaux)
- Bunk Gardner : piccolo, flûte, clarinette, clarinette basse, saxophones, basson
- Ian Underwood : orgue électrique, piano, clavecin, célesta, flûte, clarinette, saxophone alto, saxophone baryton
- Arthur Tripp : batterie, timbales, vibraphone, marimba, xylophone, wood-block, carillon
- Euclid James Sherwood : saxophone ténor, tambourin
- Ruth Komanoff : marimba, cloches
- Nelcy Walker : chant sur « Dog Breath » et « The Uncle Meat Variations »